# Charles Kinnaird Graham
Charles Kinnaird Graham (3 juin 1824 – 15 avril 1889) était un marin de la marine américaine avant-guerre, procureur, et, plus tard, un brigadier général dans l'armée de l'Union pendant la guerre de Sécession. En tant que ingénieur en génie civil, il aide à planifier et à aménager Central Park dans la ville de New York.

## Avant la guerre
Graham naît dans la ville de New York. Il entre dans la marine le 19 octobre 1841, à l'âge de 17 ans et sert comme aspirant de marine dans le golfe du Mexique au cours de la guerre américano-mexicaine, démissionnant le 3 mai 1848. Plus tard, il étudie le droit et l'ingénierie et est diplômé dans les deux disciplines. Il est pendant plusieurs années après 1857, ingénieur de construction des chantiers navals de Brooklyn. Il participe aussi à la construction d'une cale sèche dans les chantiers navals de New York.

## Guerre de Sécession
Lors du déclenchement de la guerre de Sécession, il entre dans l'armée de l'Union en tant que colonel du 74th New York Infantry, l'un des régiments de la « brigade Excelsior ». Commandant intrépide, il mène 400 hommes dans une mission non autorisée pour envahir Mathias Point en Virginie. Il revient sans avoir subi de pertes et avec une quarantaine d'esclaves. En conséquence, Joseph Hooker ne le sanctionne pas. Il démissionne en 1862, mais est restauré en tant que colonel du régiment au cours de la campagne de la Péninsule. 
Il participe à la bataille de Seven Pines et à la bataille des sept jours. Lorsque l'armée atteint Harrison Landing, il souffre d'une fièvre. Le chirurgien diagnostique une pathologie proche de la fièvre typhoïde. Des problèmes de santé l'obligent à quitter le terrain et faire un service de recrutement pour le compte de la brigade Excelsior le temps de récupérer,. 
Le 29 novembre 1862, il est promu brigadier général des volontaires et assume le commandement de la deuxième brigade de la troisième division du IIIe corps. Fin 1862, il souffre d'une diarrhée chronique qui l'oblige à aller récupérer à Washington D.C. Il revient sur le terrain en janvier 1863. Lors de la bataille de Chancellorsville il commande la première brigade de la première division du IIIe corps. Lors de la blessure mortelle d'Amiel W. Whipple, Graham assume le commandement de la troisième division du IIIe corps pendant le dernier jour de la bataille. Il reprend le commandement de la première brigade de la première division en juin, lors de la campagne de Gettysburg. Au cours de la bataille de Gettysburg, la brigade de Graham défend la position de l'Union, le long de la route d'Emmitsburg, en particulier la zone du verger de pêchers de Sherfy. Sa brigade fait face à l'assaut des forces du général Barksdale. Il est blessé à la hanche et aux épaules, le 2 juillet. Il refuse de l'assistance et est fait prisonnier par les confédérés. La brigade se retire d'abord en bon ordre avant de partir en déroute. Il est envoyé dans un camp de prisonniers à Richmond jusqu'à ce qu'il soit échangé (avec James L. Kemper) le 19 septembre 1863.
Une fois rétabli, il est affecté par le major général Benjamin Butler au commandement d'une canonnière de la flottille sur la James River nommée la « brigade navale » et est affecté au XVIIIe corps. Graham mène la brigade navale au cours de la première bataille de Fort Fisher. Lorsque les forces de l'Union de la première expédition de fort Fisher reviennent en Virginie, Graham prend le commandement des défenses de Bermuda Hundred et, plus tard, de la garnison de Norfolk, en Virginie. En mars 1865, il est breveté major général des volontaires.

## Après la guerre
Après la guerre, Graham retourne à New York et reprend la pratique du génie civil. De 1878 à 1883, il est géomètre-expert du port de New York. Puis, il est officier naval du port. Il souffre de rhumatisme sévère après la guerre à la suite des séquelles de ses blessures.
Il meurt d'une pneumonie à Lakewood, New Jersey, et est enterré dans le cimetière de Woodlawn, dans le Bronx, New York.